# Барбуцера (Кремона)
Барбуцера је насеље у Италији у округу Кремона, региону Ломбардија.
Према процени из 2011. у насељу је живело 52 становника. Насеље се налази на надморској висини од 81 м.